# Conjunto Maria Albertina
Conjunto Maria Albertina é um grupo musical de música popular portuguesa, fundado em 1959, por António Rodrigues e pela sua filha Maria Albertina, com apenas 13 anos, que tocava acordeão.
É muito comum a vocalista do grupo ser confundida com a cantadora de fado Maria Albertina, mãe do locutor Cândido Mota.
"Avé Maria do Coração" foi o primeiro grande sucesso do grupo, que teve muita aceitação e muita popularidade na rádio portuguesa.
A canção era assinada por Francisco Gouveia que depois vem a formar o seu próprio grupo
O grupo abrilhantou milhares de festas e arraiais, em Portugal e junto das comunidades de emigrantes. Atuaram por todo o mundo da emigração lusíada. A canção O Emigrante foi composta em 1965, nos Estados Unidos da América, durante uma digressão de dois meses. Esse tema foi o mais popular do grupo e em 1977 recebeu um dos primeiros disco de ouro em Portugal. 
Em 1977 participaram no Festival RTP da Canção com o tema "A flor e o fruto". Seguiu-se um interregno na carreira. 
Em 2002 reagruparam-se e lançaram o álbum Conjunto Maria Albertina – 20 anos depois.
A Movieplay lançou em 2007 a compilação "ANTOLOGIA 1964/1977".